# Glottalisatie
Wanneer de articulatie van een niet-glottale klank geheel of gedeeltelijk wordt vervangen door die van een glottaal, spreken we van glottalisatie. Dit gebeurt vooral met klinkers en stemhebbende medeklinkers. De meest voorkomende glottale medeklinker in dit verband is [ʔ].

## Weergave
In het Internationaal Fonetisch Alfabet kan glottalisatie op 2 manieren worden weergegeven: 1) hetzelfde als een ejectief, dus door middel van een apostrof, of 2) met behulp van een tilde onder het grafeem. In het Yapees - een taal met veel glottale medeklinkers - kan de klank m schriftelijk worden weergegeven als [m’aar] of als [m̰aar].

## Volledige glottalisatie

#### Medeklinkers
In sommige dialecten van het Engels, zoals het Cockney en het Estuary-Engels, is [ʔ] een volwaardige allofoon van /p/, /t/ en /k/ tussen een beklemtoonde en een onbeklemtoonde klinker of aan het einde van een woord: "city" [ˈsɪʔɪ], "bottle" [ˈbɒʔəɫ], "Britain" [ˈbɹɪʔən], "seniority" [siːniˈɒɹəʔi]. Dit is ook zo in het Indonesisch, waar een /k/ aan het einde van een lettergreep als een glottaal wordt uitgesproken.
In het Hawaïaans heeft de glottale medeklinker zich ontwikkeld uit andere medeklinkers van het Proto-Polynesisch:
| Gloss        | man       | zee     | taboe   | octopus | kano    |
| ------------ | --------- | ------- | ------- | ------- | ------- |
| Tongaans     | [ taŋata] | [ tahi] | [ tapu] | [ feke] | [ vaka] |
| Samoaans     | [ taŋata] | [ tai]  | [ tapu] | [ feʔe] | [ vaʔa] |
| Maori        | [ taŋata] | [ tai]  | [ tapu] | [ ɸeke] | [ waka] |
| Rapanui      | [ taŋata] | [ tai]  | [ tapu] | [ heke] | [ vaka] |
| Rarotongaans | [ taŋata] | [ tai]  | [ tapu] | [ ʔeke] | [ vaka] |
| Hawaïaans    | [ kanaka] | [ kai]  | [ kapu] | [ heʔe] | [ waʔa] |

#### Klinkers
Het Yanesha kent een basissysteem van 3 klinkers: /a/, /e/ en/o/. Deze kunnen kort, lang of geglottaliseerd worden uitgesproken, en het onderscheid is meestal fonematisch. In voorlaatste lettergrepen en voor een glottale medeklinker wordt een klinker soms twee keer gearticuleerd: /maˀˈnʲoʐ/ ("hert") → [maʔa̯ˈnʲoʂ].

## Pre-glottalisatie
Wanneer een foneem een [ʔ]-achtige articulatie erbij krijgt, spreekt men van pre-glottalisatie of glottale versterking. Dit verschijnsel doet zich voor in vrijwel alle varianten van het Engels, inclusief RP. Dit gebeurt vooral met de dentaal /t/ (zie ook T-glottalisatie), maar soms ook met de labiaal /p/, de velaar /k/ en soms de postalveolaar /tʃ/. Het vaakst gebeurt het in de coda: "what" [ˈwɒʔt], "fiction" [ˈfɪʔkʃən], "milkman" [ˈmɪlʔkmæn], "opera" [ˈɒʔpɹə].

### Andere talen
In de wat behoudender varianten van het Twents komt ook glottale versterking voor. Dit gebeurt voornamelijk voorafgaand aan een /t/ consonant, en hoofdzakelijk in monosyllabische werkwoorden. Deze klank wordt orthografisch weergegeven door middel van een dubbele -t: "iej weett" (jij weet) en "vie loatt" (wij laten). Soms gebeurt het ook in samengetrokken uitspraak van opeenvolgende /t/-klanken: "Wo geet t?" (Hoe gaat het?) dat wordt uitgesproken als [ʋɔ 'ɣeːʔtˢ].

## Verwante begrippen
Het tegenovergestelde van glottalisatie is deglottalisatie.